# Naked Beggars
Naked Beggars est un groupe américain de glam metal.

## Biographie
Le groupe est formé en 1998 par Inga Brittingham et Kris Casamento. Ils collaborent pour un projet de quelques chansons, et finalement ils forment les Naked Beggars. Deux ans plus tard, Eric Brittingham et Jeff LaBar les rejoignent pour renforcer le groupe, qui changera encore plusieurs fois de membres. 
Dustin Carpenter sera leur batteur jusqu'en 2008. Les Naked Beggars publient deux albums en deux ans ; un album homonyme en 2003, et sa suite, Spit It Out, en 2005. En avril 2007, Jeff LaBar et son épouse se séparent des Naked Beggars. En mai 2007, ils annoncent la sortie de leur troisième album, XXX, pour janvier 2008,. Cependant, après la sortie de l'album le 1er janvier 2008, le groupe ne donne plus de signe d'activité.